# 578164 Rerrichbela
578164 Rerrichbela este o planetă minoră (asteroid) din centura de asteroizi. A fost descoperită pe 1 decembrie 2013 la Piszkéstetői Obszervatórium⁠(d) de  și a fost numită după Rerrich Béla⁠(d). 
Obiectul prezintă o orbită caracterizată de o semiaxă mare de 2,5340893271552 UAi, o excentricitate de 0,12524858747404, o înclinație de 10,220286046526 ° în raport cu ecliptica.